# Phủ Thuận

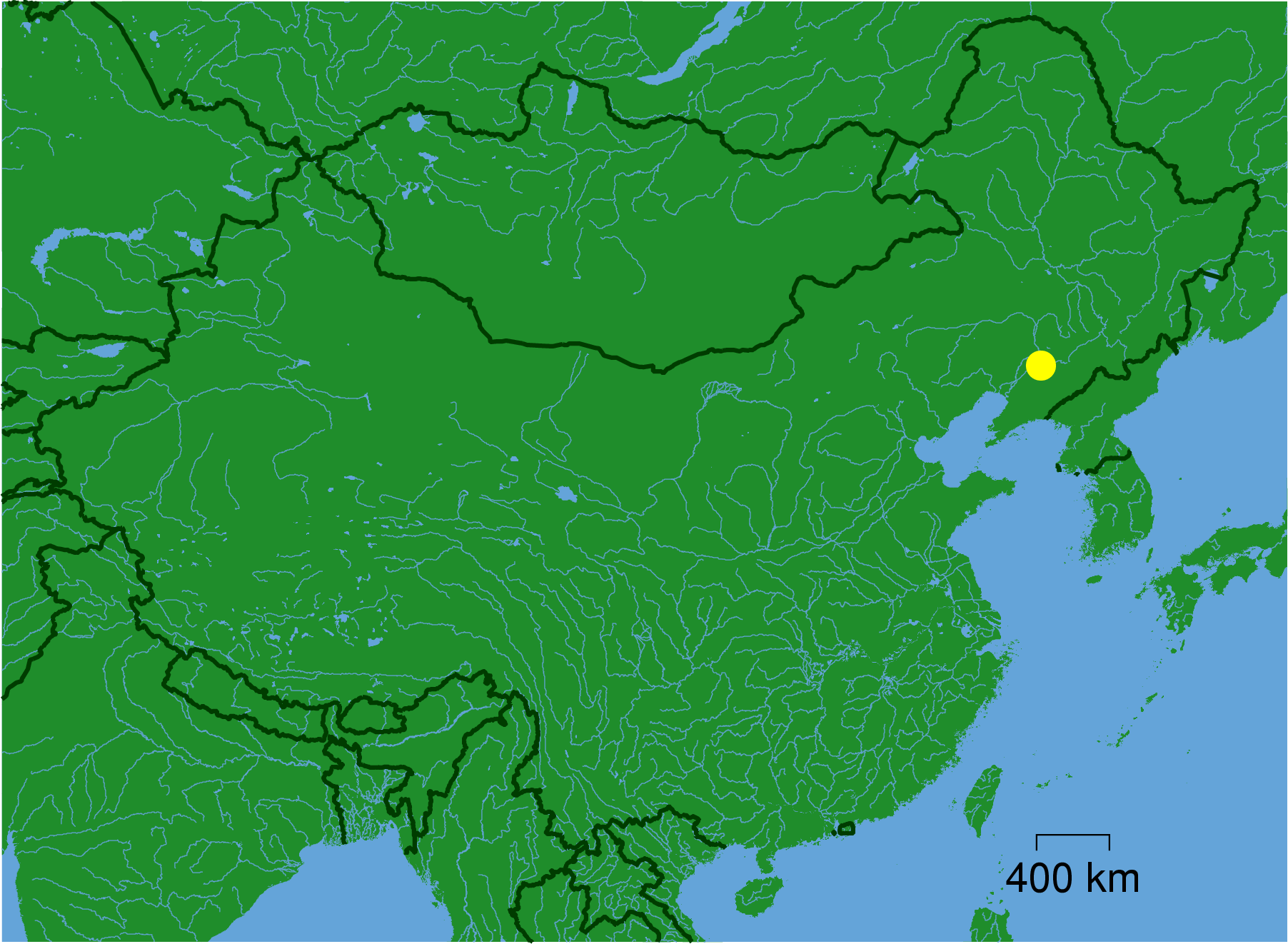
Vị trí tại Liêu Ninh

Phủ Thuận (giản thể: 抚顺; phồn thể: 撫順; bính âm: Fǔshùn) là một thành phố trực thuộc tỉnh Liêu Ninh, Trung Quốc. Thành phố này cách Thẩm Dương khoảng 45 km. Theo số liệu năm 2020, thành phố Phủ Thuận có dân số 1.854.372 triệu người, diện tích 10.816 km², trong đó có 675 km² là nội thành. Hố nhân tạo lớn nhất thế giới gọi là hố Tây nằm gần trung tâm thành phố. Phủ Thuận là một thành phố công nghiệp hóa cao. Các mỏ than ở đây được khai thác từ thế kỷ 12. Đây cũng là nơi có các mỏ dầu đang được khai thác và chế biến ở các nhà máy lọc dầu tại đây. Phủ Thuận còn có ngành sản xuất nhôm, chế tạo máy. Phủ Thuận được kết nối với Thẩm Dương và Đại Liên bằng đường sắt.

## Đơn vị hành chính
Địa cấp thị Phủ Thuận quản lý bốn quận (khu), một huyện và hai huyện tự trị:
- Quận Thuận Thành - 顺城区 Shùnchéng Qū;
- Quận Tân Phủ - 新抚区 Xīnfǔ Qū;
- Quận Đông Châu - 东洲区 Dōngzhōu Qū;
- Quận Vọng Hoa - 望花区 Wànghuā Qū;
- Huyện Phủ Thuận - 抚顺县 Fǔshùn Xiàn;
- Huyện tự trị người Mãn Tân Tân - 新宾满族自治县 Xīnbīn mǎnzú Zìzhìxiàn;
- Huyện tự trị người Mãn Thanh Nguyên - 清原满族自治县 Qīngyuán mǎnzú Zìzhìxiàn.